# Jean-Roger Lafitte
Pour les articles homonymes, voir Lafitte.
Jean-Roger Lafitte, né en 1922 et mort en 2005, est un peintre et illustrateur français.

## Biographie
Originaire d'Orist, il s'installe à Rouen après-guerre en 1947.
Professeur puis peintre et illustrateur, il fait de nombreuses expositions dont les principales ont lieu à la galerie Menuisement, ancienne galerie réputée pour avoir exposé et vendu une toile d'Eugène Boudin et bien d'autres grands noms d'artistes-peintres à Rouen.
Ses nombreuses œuvres sont particulièrement des huiles sur différents supports comme des toiles, panneaux et même des ardoises, faisant ainsi un clin d’œil à son métier de professeur.
Il a un style très abstrait, mais il est connu aussi pour ses natures mortes (fleurs, animaux...).
Cotées, ses œuvres sont actuellement en vente dans plusieurs salles de ventes (Paris, Morlaix...).